# Liste de contenus disponibles dans les jeux Zoo Tycoon
 (novembre 2015).
Si vous disposez d'ouvrages ou d'articles de référence ou si vous connaissez des sites web de qualité traitant du thème abordé ici, merci de compléter l'article en donnant les références utiles à sa vérifiabilité et en les liant à la section « Notes et références ».
La liste de contenus disponibles dans les jeux Zoo Tycoon répertorie les contenus comme les animaux ou les biomes, inclus dans les jeux de la série Zoo Tycoon.

## Zoo Tycoon

### Liste des animaux par défaut et téléchargeables (bonus officiels)
- Antilope cervicapre (bonus)
- Autruche
- Babouin olive
- Bigfoot (pack espèces en danger)
- Bison d'Amérique
- Bongo (bonus)
- Bouquetin des Alpes
- Buffle d'Afrique
- Cheval de Przewalski (pack espèces en danger)
- Chimpanzé
- Crocodile marin
- Dragon de Komodo (pack espèces en danger)
- Dromadaire
- Éléphant d'Asie (bonus)
- Éléphant de savane d'Afrique
- Flamant rose
- Gazelle de Thomson
- Girafe réticulée
- Gnou bleu
- Gorille des plaines de l'Ouest
- Grizzly
- Guépard
- Hippopotame
- Hippotrague noir (bonus)
- Hyène tachetée
- Jaguar
- Kangourou roux
- Lama (bonus)
- Léopard
- Léopard des neiges
- Licorne (à débloquer)
- Lion d'Afrique
- Loup arctique
- Loup du Mexique (pack espèces en danger)
- Loup gris
- Lycaon (bonus)
- Manchot empereur
- Mandrill
- Markhor
- Mouflon canadien
- Okapi
- Orang-outan de Bornéo (pack espèces en danger)
- Orignal
- Oryx gazelle
- Otarie de Californie
- Ours à collier (bonus)
- Ours noir
- Ours polaire
- Panda géant
- Panthère nébuleuse
- Panthère noire
- Puma (bonus)
- Rhinocéros de Java (pack espèces en danger)
- Rhinocéros noir
- Saro du Japon (pack espèces en danger)
- Tamanoir
- Tapir de Malaisie (pack espèces en danger)
- Tigre blanc
- Tigre de Sibérie
- Tigre du Bengale
- Yéti (bonus)

## Zoo Tycoon 2

### Liste des animaux par défaut et téléchargeables (bonus officiels)
- Addax[1]
- Autruche
- Bœuf musqué[1]
- Castor
- Chimpanzé
- Crocodile du Nil
- Dromadaire
- Élan
- Éléphant d'Afrique
- Éléphant d'Asie[1]
- Flamant rose
- Gazelle de Thomson
- Girafe réticulée
- Gorille de montagne
- Grizzly
- Guépard
- Hippopotame
- Jaguar
- Kangourou roux
- Léopard des neiges
- Lion
- Maki mococo
- Manchot empereur
- Okapi
- Oryx gazelle
- Ours polaire
- Panda géant
- Panthère noire[1]
- Petit panda
- Paon bleu
- Rhinocéros noir
- Tigre du Bengale
- Zèbre des plaines

### Liste des biomes par défaut
- Toundra
- Broussailles
- Forêt boréale
- Désert
- Prairie
- Montagne
- Savane
- Forêt tempérée
- Forêt tropicale
- Marécages

### Extensions

#### Zoo Tycoon 2: Espèces en danger

##### Liste des animaux
- Bison d'Amérique
- Caribou des bois
- Cheval de Przewalski
- Dragon de Komodo
- Fennec
- Gibbon noir
- Glouton
- Hippotrague noir géant
- Koala
- Loup gris commun
- Lycaon
- Lynx d'Espagne
- Markhor
- Orang-outan de Bornéo
- Oryx algazelle
- Ours à lunettes
- Puma de Floride
- Rhinocéros de Java
- Tapir de Baird
- Tortue géante des Galapagos

#### Zoo Tycoon 2: Aventures africaines

##### Liste des animaux
- Bongo
- Buffle d'Afrique
- Caracal
- Gazelle de Waller
- Gélada
- Girafe Masaï
- Gnou bleu
- Hippopotame pygmée
- Hyène rayée
- Loup d'Abyssinie
- Macaque de Barbarie
- Mandrill
- Messager sagittaire
- Oryctérope du Cap
- Phacochère
- Ratel
- Rhinocéros blanc
- Suricate
- Tortue sillonnée
- Varan du Nil

#### Zoo Tycoon 2: Marine Mania

##### Liste des animaux
- Béluga[2]
- Dauphin souffleur[2]
- Fausse orque[2]
- Globicéphale tropical[2]
- Gorfou sauteur
- Lamantin des Caraïbes
- Loutre de mer[2]
- Makaire bleu
- Morse[2]
- Narval
- Orque[2]
- Otarie de Californie[2]
- Raie manta des côtes
- Requin à pointes noires
- Requin-baleine
- Requin blanc
- Requin-lutin
- Requin-marteau halicorne
- Tortue luth
- Tortue verte

##### Biomes ajoutés
- Benthos
- Côte tempérée
- Pelagos
- Récifs

#### Zoo Tycoon 2: Animaux disparus

##### Liste des animaux
- Æpyornis
- Ankylosaure
- Aurochs
- Carnotaure
- Deinonychus
- Deinosuchus
- Dimétrodon
- Diprotodon
- Dodo
- Doedicurus
- Éléphant nain
- Eucladoceros
- Gigantopithecus
- Hippotrague bleu
- Kentrosaure
- Lion des cavernes
- Loup des Falkland
- Mastodonte américain
- Megatherium
- Metridiochoerus
- Ours à face courte
- Protarchaeopteryx
- Quagga
- Rhinocéros laineux
- Sivatherium
- Smilodon
- Stégosaure
- Stokesosaure
- Styracosaure
- Thylacine
- Titanotylopus
- Tricératops
- Tyrannosaure
- Utahraptor
- Vélociraptor

## Zoo Tycoon (2013)
- Antilope rouanne
- Hippotrague noir
- Topi
- Antilocapre
- Bongo
- Bongo des montagnes
- Oryx gazelle
- Oryx algazelle
- Oryx d'Arabie
- Nyala
- Guib harnaché
- Addax
- Chimpanzé commun d'Afrique centrale
- Chimpanzé commun oriental
- Chimpanzé commun occidental
- Bonobo
- Chimpanzé du Nigéria-Cameroun
- Girafe masaï
- Girafe réticulée
- Girafe de Rothschild
- Girafe d'Angola
- Girafe d'Afrique du Sud
- Girafe de Nubie
- Girafe de Kordofan
- Girafe du Niger
- Rhinocéros de Sumatra
- Rhinocéros de Java
- Rhinocéros indien
- Rhinocéros blanc du sud
- Rhinocéros blanc du nord
- Rhinocéros noir du sud-ouest
- Rhinocéros noir de l'est
- Rhinocéros noir du sud
- Hippopotame
- Grizzly
- Ours polaire
- Ours malais
- Ours lippu
- Ours noir d'Asie
- Ours noir d'Olympic
- Ours bleu du Tibet
- Ours à collier de Taïwan
- Ours brun de Syrie
- Ours de Gobi
- Ours noir cannelle
- Ours isabelle
- Ours kermode
- Ours kodiak
- Ours noir argenté
- Tigre du Bengale
- Tigre de Sumatra
- Tigre de Sibérie
- Tigre de Malaisie
- Tigre de Chine méridionale
- Tigre d'Indochine
- Lion asiatique
- Lion de Barbarie
- Lion de l'Atlas
- Lion du Sénégal
- Lion du Transvaal
- Lion d'Afrique de l'est
- Lion de l'ouest du Congo
- Éléphant de savane d'Afrique
- Éléphant de forêt d'Afrique
- Éléphant de Sumatra
- Éléphant de Bornéo
- Éléphant du Sri Lanka
- Éléphant indien
- Maki catta
- Lémur à front roux
- Vari
- Vari roux
- Iguane vert
- Iguane des petites Antilles
- Varan du Nil
- Dragon de Komodo
- Varan pérenti
- Paresseux à gorge claire
- Paresseux à gorge brune
- Paon bleu
- Paon spicifère
- Tortue géante des Galapagos
- Flamant rose
- Flamant des Caraïbes
- Flamant nain
- Panda roux
- Binturong
- Suricate
- Mangouste à queue blanche
- Mangouste rayée
- Fossa
- Anaconda jaune
- Boa constricteur
- Python réticulé
- Capucin moine
- Apelle
- Sapajou noir
- Capucin à poitrine jaune
- Ara rouge
- Ara bleu
- Ara canindé
- Ara hyacinthe
- Ara militaire
- Ara de Buffon

En plus des animaux cités ci-dessus, il est possible d'obtenir des animaux rares grâce à la reproduction.
En 2017, la version améliorée du jeu, Zoo Tycoon : Ultimate Animal Collection, ajoute de nouvelles espèces animales en provenant d’Australie et d'Amérique du Sud
- Jaguar de Golman, Jaguar d'Amérique centrale, Jaguar péruvien, Jaguar de Parana, Jaguar d'Amazonie, Jaguar de Paragay et Jaguar Mexicain;
- Cougar Sud-américain, Cougar du Costa Rica, Cougar Sud-américain oriental;
- Alpaga Suri, Alpaga d'Hyacaya;
- Lama domestique, Guanaco;
- Kangourou Antilopine, Kangourou Rouge, Kangourou Gris de l'Est, Kangourou Gris de l'Ouest;
- Agouti d'Azara, Agouti à groupe noire, Agouti à groupions rouge, Agouti d'Orinoco, Agouti noir, Agouti d'Amérique centrale, Agouti de Coiban, Agouti de l’île de Ruatan, Agouti Mexicain;
- Porc-épic andin;
- Cabybara;
- Tamandua du Nord, Tamandua du Sud, Grand Tamanoir;
- Tatoue à neuf bandes, Tatoue poilu hurlant;
- Paresseux du Sud à deux doigts, Paresseux à deux doigts de Hoffman, Paresseux à trois doigts;
- Tapir brésilien, Tapir de Baird, Tapir de montagne, Tapir malais;
- Wombat commun, Wombat au nez poilu méridional, Wombat à nez poilu du Nord;
- Koala de Nouvelle-Galles du Sud, Koala victorien, Koala du Queensland;
- Possum de Ringtail commun, Posssum Brushtail commun;
- Diable de Tasmanie;
- Numbat;
- Ornithorynque;
- Boa émeraude, Bushmaster Chochoan;
- Serpent à trompe d'élèphant, Python Amesthystine;
- Serpent corail du Sud;
- Faux-cobra d'eau, Anaconda vert;
- Moniteur de santé, Moniteur à points jaunes, Varan de Gould;
- Moiteur à tête noire;
- Monstre de Gila;
- Tortue à pieds rouges, Tortue à pieds jaunes, Tortue serpentine alligator;
- Caïman Yacare, Caïman à front lisse, Caïman à lunettes, Caïman noir, Caïman au museau large;
- Crocodile d'eau douce;
- Cacatoès de Palme, Cacatoès à crête de soufre, Cacatoès à queue jaune, Galha, Cacatoès à tête rouge;
- Trompette à ailes grises, Trompette à ailes pâles , Trompettes aux ailes sombres;
- Faucon brun, Faucon pèlerin, Faucon noir, Faucon gris;
- Effraie des clochers, Hibou Suie, Hibou masqué australien, petit Hibou;
- Caille royal;
- Oie pie;